# Пал Јенсен
Пал Јенсен (дан. Pál Joensen; Вагур, 10. децембар 1990) је пливач слободним стилом са Фарских острва. Пал живи у свом родном граду Вагуру и тренира у 25-метарсом базену, зато што на Фарским острвим не постоји 50-метарски базен. Члан је пливачког клуба Сусвим. Његов тренер је Јон Бјарнасон.

## Каријера
На Европском јуниорском првенству Европе 2008. године у Београду, Пал је освојио 3 златне медаље на 400, 800 и 1500 метара слободним стилом.
Највећи успех постигао је на Европском првенству 2010. године у Будмипешти када је освојио сребрну медаљу на 1500. метара слободним стилом са временом 14:56.90. Тиме је освојио прву сениорску медаљу за своју земљу у било ком спорту.
На Светском првенству 2011. године у Шангају освојио је 5. место на 800м слободно и 4. место на 1500м слободно.
На Олимијским играма 2012. године, Пал ће учествоватио под заставом Данске зато што Фарска Острва немају национални Олимпијски комитет.
Више пута је проглашен за најбољег спортисту Фарских Острва. Држи већину националних рекорда своје земље и то не само слободним стилом. У малим базенима рекордер је Фарских Острва и у прсном, делфин и мешовитом стилу.